# Собрейра
Собрейра (порт. Sobreira) — район (фрегезия) в Португалии, входит в округ Порту. Является составной частью муниципалитета Паредеш. По старому административному делению входил в провинцию Дору-Литорал. Входит в экономико-статистический субрегион Тамега, который входит в Северный регион. Население составляет 4079 человек на 2001 год. Занимает площадь 21,02 км².
Покровителем района считается Апостол Пётр (порт. São Pedro).